# Intruder (Takeoff)
Intruder è un singolo del rapper statunitense Takeoff pubblicato il 24 maggio 2017 dalla etichetta discografica Quality Control Music.

## Tracce
1. Intruder – 1:59